# Eurycea naufragia
Eurycea naufragia är en groddjursart som beskrevs av Chippindale, Price, Wiens och Hillis 2000. Eurycea naufragia ingår i släktet Eurycea och familjen lunglösa salamandrar. IUCN kategoriserar arten globalt som starkt hotad. Inga underarter finns listade i Catalogue of Life.